# هوهانس کاراپتیان
هوهانس تیگرانی کاراپتیان (ارمنی: Հովհաննես Տիգրանի Կարապետյան؛  زادهٔ ۲ ژوئن ۱۸۷۵ - درگذشته ۴ دسامبر ۱۹۴۳) یک زمین‌شناس و کنشگر اهل ارمنستان بود. 

## زندگی‌نامه
در ۲ ژوئن ۱۸۷۵ در آخالکالاک به دنیا آمد و از دانشکده علوم الهی گئورگیان و مدرسه نرسیسیان (۱۸۹۵) فارغ‌التحصیل شد.  تفلیس ایروان مسکو وی همچنین برنده دانشمند شایسته ارمنستان شوروی شده است. وی در ۴ دسامبر ۱۹۴۳ در سن ۶۸ سالگی در ایروان درگذشت و در آرامستان مرکزی ایروان (توخماخ) به خاک سپرده شد.

## یادداشت
1. ↑  Երկրաբանա-հանքաբանական գիտությունների դոկտոր